# Homolobus rufiventralis
Homolobus rufiventralis är en stekelart som beskrevs av Maeto 1982. Homolobus rufiventralis ingår i släktet Homolobus och familjen bracksteklar. Inga underarter finns listade i Catalogue of Life.